# Baýramaly
Baýramaly (russisch Байрамали Bairamali, auch Bairam Ali) ist mit 91.713 Einwohnern die sechstgrößte Stadt Turkmenistans. Sie liegt 390 km östlich der Hauptstadt Aşgabat in der Provinz Mary an der Transkaspischen Eisenbahn und an der Europastraße 60. Die Wirtschaft stützt sich auf die Lebensmittel- und Baustoffindustrie. Außerdem wird in der Region Erdgas gefördert.

## Geschichte
Baýramaly wurde im Jahr 1935 gegründet.

## Bevölkerungsentwicklung
| Jahr | Einwohner |
| ---- | --------- |
| 1969 | 31.000    |
| 1979 | 37.531    |
| 1989 | 43.824    |
| 1995 | 54.300    |
| 1999 | 60.000    |
| 2009 | 88.486    |
| 2010 | 91.713    |

## Sehenswürdigkeiten
- unweit nordwestlich von Baýramaly befindet sich die Ruinenstadt und UNESCO-Weltkulturerbe Merw

## Söhne und Töchter der Stadt
- Tahira Tahirova (1913–1991), aserbaidschanische Politikerin
- Dschamaldin Abduchalitowitsch Chodschanijasow (* 1996), russischer Fußballspieler